# 超勇級巡洋艦
超勇級巡洋艦是清朝北洋水师向英國阿姆斯特朗公司訂购的无防护巡洋舰，部份工程後來外包給米切爾船廠。本級艦有兩艘：超勇舰及揚威舰，造價共65萬兩白銀。
两舰实际上还有一艘同级舰，即旧日本海军的筑紫號。原本这艘兄弟舰由同一家公司为智利海军所建造，由于智利海军放弃了这艘军舰，因此由日本买下。三舰虽然作为敌对双方都参加了甲午战争，但清軍將超勇號及揚威號當成戰列艦，而日軍知道本級艦的缺點，只讓筑紫號負責支援任務，不把它當戰列艦，因此三舰并未直接交战过。

## 设计和概述

### 訂造經過
1874年牡丹社事件发生后，清政府重新开始重视海军建设。时任中国海关总税务司赫德借机撮合清政府，向英国采购了一批蚊子船（小吨位炮艇）。此后赫德一直积极致力于参与清朝的海军事务。大约这段时间，乔治·怀特威克·伦道尔根据利萨海战的经验，带头设计了一种小型带撞角的军舰，认为可以战胜更为大型的铁甲舰。时任中国海关驻伦敦办事处主任金登幹得到消息后，在1879年6月15日发电报给赫德，称阿姆斯特朗公司新近推出一款先进的无防护巡洋舰，设计排水1200吨、吃水15英尺（4.6），航速15節（27.8每小時），装备两门重25吨、号称可以击穿任何铁甲舰的新式后膛炮，估计造价约9万英镑。由于当时清朝水师仅拥有一些炮舰和蚊子船，该款军舰将可以成为清朝水师的有力战力。5天后金登幹再次致信赫德，详细介绍了新设计的性能，并强调清朝财政能力有限，与其购买少量大型昂贵的铁甲舰，还不如购买一批小型廉价的巡洋舰；而且金登幹还很乐观地预计铁甲舰很快就会像盔甲一样退出历史。
李鸿章对这一设计非常感兴趣，1879年12月9日，李鸿章正式委托赫德向阿姆斯特朗公司洽谈订购两艘这种新式的撞击巡洋舰。12月11日，李鸿章上奏朝廷，一方面强调清朝尽快装备新巡洋舰的重要性；但另一方面，他也并没有完全相信了英方的观点，仍然明确指出，他认为未来海军依然需要铁甲舰进行舰队决战，因此这两艘巡洋舰将仅是规划中的铁甲舰舰队的第一步而已。赫德很重视这一笔订单，视为拓展英国对华影响力的良机，因此嘱咐金登幹务必要求承建方实现航速15节的目标；同时提醒金登幹，李鸿章很看重舰载鱼雷艇的威力，要求鱼雷艇要能达到17—18節（31.5—33.3每小時）；此外交付日期应该在1881年春。1879年12月18日，双方正式签订合同，两艘巡洋舰总报价16万英镑，低于最初的意向价格。1880年4月17日，中方将首批三分之一的款项汇至中国海关在丽如银行的账户内。经金登幹提议，赫德将两舰分别命名为白羊座号和金牛座号，寓意两舰均拥有如羊角般的撞角，并且是由欧洲建造。同年12月27日，李鸿章正式将两舰命名为超勇号和杨威号。
英方在合同谈判期间曾经答应了中方对舰载鱼雷艇的要求。但真正建造时发现，由于本级舰体尺寸所限，无法搭载太大的鱼雷艇；同时因为乾舷很低，主炮相比舰体吨位又非常重，因此也很难进行起吊鱼雷艇的作业。对此伦道尔和金登幹建议，用装备杆雷的汽艇代替鱼雷艇。由于此时国际形势恶化，俄国从海上进攻渤海湾，亟需军舰的李鸿章只好勉强同意了该设计改动。但因为李鸿章决定采购该款巡洋舰的原因之一就是英方承诺可以搭载鱼雷艇，他对此感到十分愤怒，认为是赫德与厂商合谋的诈骗。这一矛盾导致了非常深远的影响，日后李鸿章完全撇开英国厂商，也不再让赫德插手军舰采购事宜，在订购定远级铁甲舰和濟遠級防護巡洋艦时，转向了德国厂商。接连失去大额合同的英方经多方活动、游说，最后才争取到两艘致遠級防護巡洋艦的订单。

### 概述

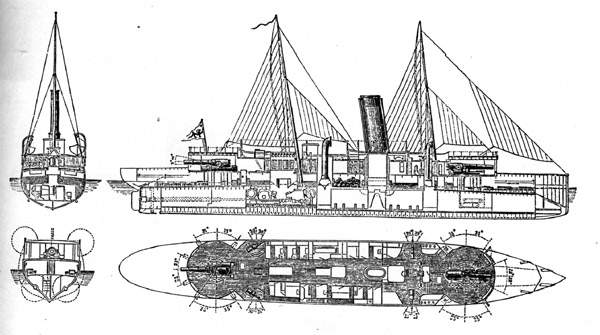
超勇级线图。图中所绘帆具为纵帆，应为未加横桁时的形式。注意图中舰艏不见有撞角，有学者推测可能为减少阻力，本级采用了保型撞角，作战时方才安装上去。

本级正常排水量1380吨，满载1542吨；长64米、宽9.75米、吃水4.57米。配备风帆索具，原设计为直桅，可张挂纵帆；回国后中方在前桅添加了横桁。为了遂行撞击战术，本级外形低矮，除了单烟囱、双桅，水线上部位侧影较小。但后果是乾舷非常低，适航性很差；即使在平静海域航行，上浪情况也不容小视，至于高海况下问题更为严重。为此艏艉主甲板部分不作为工作区域，一般舰艇安装在该位置的吊锚杆改为安装在主炮房顶部，然而由于吊锚杆位置偏高，起锚作业需要比较长的时间。动力部分，装备两座霍索恩公司的卧式往复式蒸汽机，原设计4座锅炉，为因应中方要求增加到6座。双轴推进，设计功率2,600匹指示馬力（1,939千瓦特）、16節（29.6每小時）。额定装煤250吨，最大300吨。
本级因为设计原因，无法搭载鱼雷艇，故改成两艘带有长铁杆、可以装备杆雷的小艇。但本级从未见有使用杆雷艇的记载，有学者推测清朝方面是拆除了铁杆，将小艇作为交通艇使用。
火力方面，本级主炮为两门26倍径10英寸（254），型号不详。每门炮备弹100发，最大仰角10度，最大俯角3度，有效射程8000米；在3000米距离上可以击穿14英寸（356）钢板。主炮带简单的液压复进装置，达到2.5分钟每发，射速比老式架退炮要快些。炮台带有一个不能转动的炮廓，正面和两侧开有炮门，正面44度，侧面70度。由于乾舷很低的问题，为了防止上浪，炮门安装有挡板，平时关闭，作战时向上打开。副炮为4门22倍径4.7英寸（119）炮，每门炮备弹200发，分别安装在上层建筑4个角落，射界60度，炮门同样安装有挡板。后主炮附近有两门诺典菲尔德4管机关炮，以及4门10管加特林机关炮（时文称为格林炮）。撞角位于水线下11英尺（3.35）处。

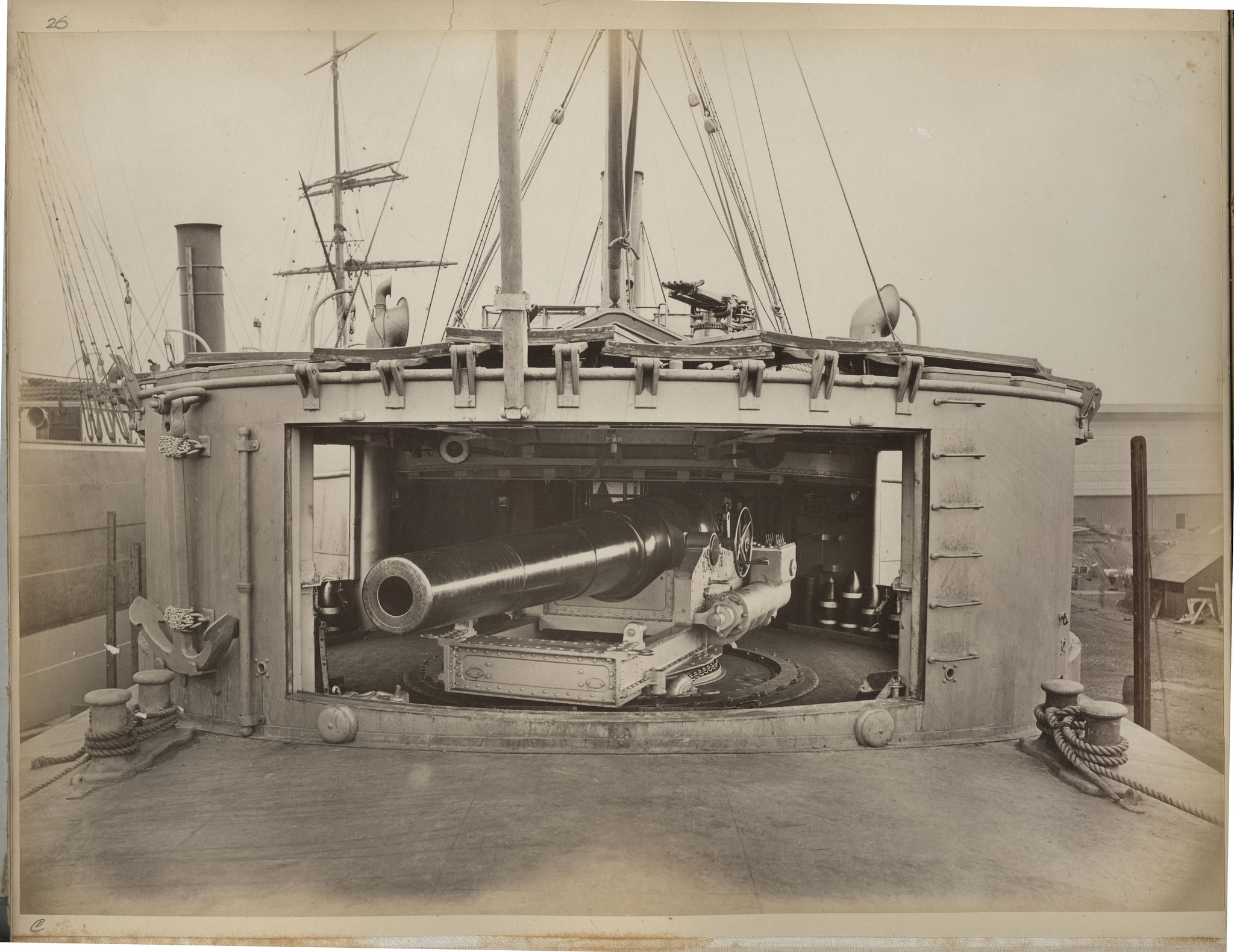
二号舰扬威号的主炮及固定式炮房，能清楚看到炮房以及三个炮门，炮门挡板已全部拉起，翻至炮房顶上。火炮能明显看出来为架退炮，安装在液压制退/复进底座上。炮房角落环置大量炮弹。

防护能力方面，本级舰体为0.75英寸（19.05）钢板，铆接在木质底板上。水线下有一小段简单的装甲甲板保护轮机舱和弹药库，但仅厚0.375英寸（9.53），因此依然属于无防护巡洋舰。司令塔装甲厚5/8英寸0.625英寸（15.88）。在舷侧和机舱上方布置有煤舱，可以提供一定的防护。

## 服役
超勇舰及揚威舰完工後，由清朝海軍派出軍官及水兵赴船廠所在地纽卡斯尔試驗，然後在1881年8月9日起程由中國海軍駕駛回國，於11月22日駛返大沽口。途中揚威因為英國公司少裝煤炭，一度在地中海漂流。當時超勇及揚威之管帶分別為林泰曾及鄧世昌。二艦為北洋水師之最初主力，曾在朝鮮壬午兵变時前往鎮壓，中法戰爭中一度前往上海援助福建，但旋因朝鮮事起開回。1894年甲午海战中，超勇被日艦擊沉，揚威被逃避日艦之濟遠撞沉。二艦之管帶黄建勋及林履中俱隨艦殉國。